# Comuna Pavlikeni, Veliko Tărnovo
Obștina Pavlikeni (comuna Pavlikeni) este o unitate administrativă în regiunea Veliko Târnovo din Bulgaria. Cuprinde un număr de 20 localități.  Reședința sa este orașul Pavlikeni. Localități componente:

## Demografie
Componența etnică a comunei Pavlikeni
     Romi (1,83%)
     Turci (7,09%)
     Bulgari (81,17%)
     Nicio identificare (9,26%)
     Altele (0,62%)
La recensământul din 2011, populația comunei Pavlikeni era de 23.869 locuitori. Din punct de vedere etnic, majoritatea locuitorilor (81,17%) erau bulgari, existând și minorități de turci (7,09%) și romi (1,83%). Pentru 9,26% din locuitori nu este cunoscută apartenența etnică.